# Taylor Russell
Taylor Russell McKenzie (Vancouver, 18 luglio 1994) è un'attrice canadese.
È nota principalmente per le sue interpretazioni nella serie televisiva Lost in Space (2018-2021) e nelle pellicole Waves - Le onde della vita (2019), Escape Room (2019) ed Escape Room 2 - Gioco mortale (2021).
Nel 2022 ottiene il plauso della critica per la sua performance nel film Bones and All, con il quale si aggiudica il Premio Marcello Mastroianni alla 79ª Mostra internazionale d'arte cinematografica di Venezia.

## Biografia
Nata a Vancouver lunedì 18 luglio 1994 da padre nero e madre bianca, è cresciuta successivamente a Toronto, in Ontario. È cresciuta principalmente con il padre e la famiglia della madre, e si identifica come mulatta; in un'intervista, ha raccontato di aver vissuto episodi di razzismo crescendo, affermando di aver avuto a che fare con "ragazze nere che non mi accettavano perché ho la pelle troppo chiara per adattarmi a loro e ragazze bianche che mi rifiutavano perché ero anche diversa e troppo scura per loro".
La sua prima apparizione in televisione avvenne nel 2012, nella serie televisiva Emily Owens, M.D.. Diventa poi nota al pubblico internazionale nel 2018 grazie a ruoli di rilevanza in produzioni di successo quali Lost in Space (remake dell'omonima serie del 1965) nel piccolo schermo, che le è valsa una nomination per il Saturn Award come miglior attrice non protagonista, e Dark Hall per il grande schermo. Partecipa in seguito con ruoli di protagonista e co-protagonista in diverse produzioni statunitensi, ricevendo alcuni riconoscimenti fra cui il premio SBIFF Virtuoso Award 2020 per la sua interpretazione in Waves, di Trey Edward Shults.
Nel 2019, la Russell vede ufficialmente la sua svolta cinematografica con il principale ruolo di Zoey Davis nel film horror psicologico Escape Room, di Adam Robitel, che diventa un grande successo commerciale e supera tutte le aspettative, incassando oltre $ 155,7 milioni. Nel 2022 recita al fianco di Timothée Chalamet nella pellicola horror Bones and All, diretto da Luca Guadagnino. Il film viene presentato in anteprima mondiale alla 79ª Mostra internazionale d'arte cinematografica di Venezia, con il quale si aggiudica il Premio Marcello Mastroianni per la sua interpretazione di Maren.

## Vita privata
Dopo varie voci riguardo una loro eventuale frequentazione, ad agosto 2023 Russel viene vista pubblicamente per la prima volta con il cantante inglese, ex membro della band One Direction, Harry Styles. Dopo essere visti insieme in varie occasioni, i due si sono lasciati dopo circa un anno di relazione, nel maggio 2024. 

## Filmografia

### Cinema
- Una corsa per due (If I Had Wings), regia di Allan Harmon (2013)
- Suspension, regia di Jeffery Scott Lando (2015)
- Prima di domani (Before I Fall), regia di Ry Russo-Young (2017)
- Dark Hall (Down a Dark Hall), regia di Rodrigo Cortés (2018)
- Hot Air, regia di Frank Coraci (2018)
- Escape Room, regia di Adam Robitel (2019)
- Waves - Le onde della vita (Waves), regia di Trey Edward Shults (2019)
- Quello che tu non vedi (Words on Bathroom Walls), regia di Thor Freudenthal (2020)
- Dr. Bird's Advice for Sad Poets, regia di Yaniv Raz (2021)
- Escape Room 2 - Gioco mortale (Escape Room: Tournament of Champions), regia di Adam Robitel (2021)
- Bones and All, regia di Luca Guadagnino (2022)
- Divano di famiglia (Mother, Couch), regia di Niclas Larsson (2023)

### Televisione
- Emily Owens, M.D. – serie TV, episodio 1x03 (2012)
- Blink, regia di Vera Herbert – film TV (2013)
- Dietro le quinte (The Unauthorized Saved by the Bell Story), regia di Jason Lapeyre – film TV (2014)
- Mister Bugia (Pants on Fire), regia di Jonathan A. Rosenbaum – film TV (2014)
- Strange Empire – serie TV, episodi 1x10-1x11 (2015)
- Falling Skies – serie TV, 5 episodi (2015)
- Dead of Summer – serie TV, episodio 1x05 (2016)
- Sea Change, regia di Chris Grismer – film TV (2017)
- Lost in Space – serie TV, 28 episodi (2018-2021)

## Riconoscimenti
- Mostra internazionale d'arte cinematografica[14]
  - 2022 – Premio Marcello Mastroianni per Bones and All
- Santa Barbara International Film Festival
  - 2018 – Virtuoso Award per Waves[15]
- Saturn Award
  - 2018 – Candidatura per la miglior attrice non protagonista in una serie televisiva per Lost in Space
- Chicago Film Critics Association Awards[16]
  - 2019 – Candidatura per la miglior performance rivelazione per Waves
- Gotham Independent Film Awards
  - 2019 – Miglior interprete rivelazione per Waves[17][18]
  - 2022 – Candidatura per il miglior interprete protagonista per Bones and All[19]
- Independent Spirit Awards[20]
  - 2020 – Candidatura per la miglior attrice non protagonista per Waves[21]

## Doppiatrici italiane
Nelle versioni in italiano delle opere in cui ha recitato, Taylor Russell è stata doppiata da:
- Lucrezia Marricchi in Quello che tu non vedi, Mister Bugia, Bones and All
- Veronica Puccio in Lost in Space, Dark Hall
- Veronica Benassi in Escape Room, Escape Room 2 - Gioco mortale
- Sara Labidi in Waves - le onde della vita
- Emanuela Ionica in Divano di famiglia